# Sambadromul Marquês de Sapucaí

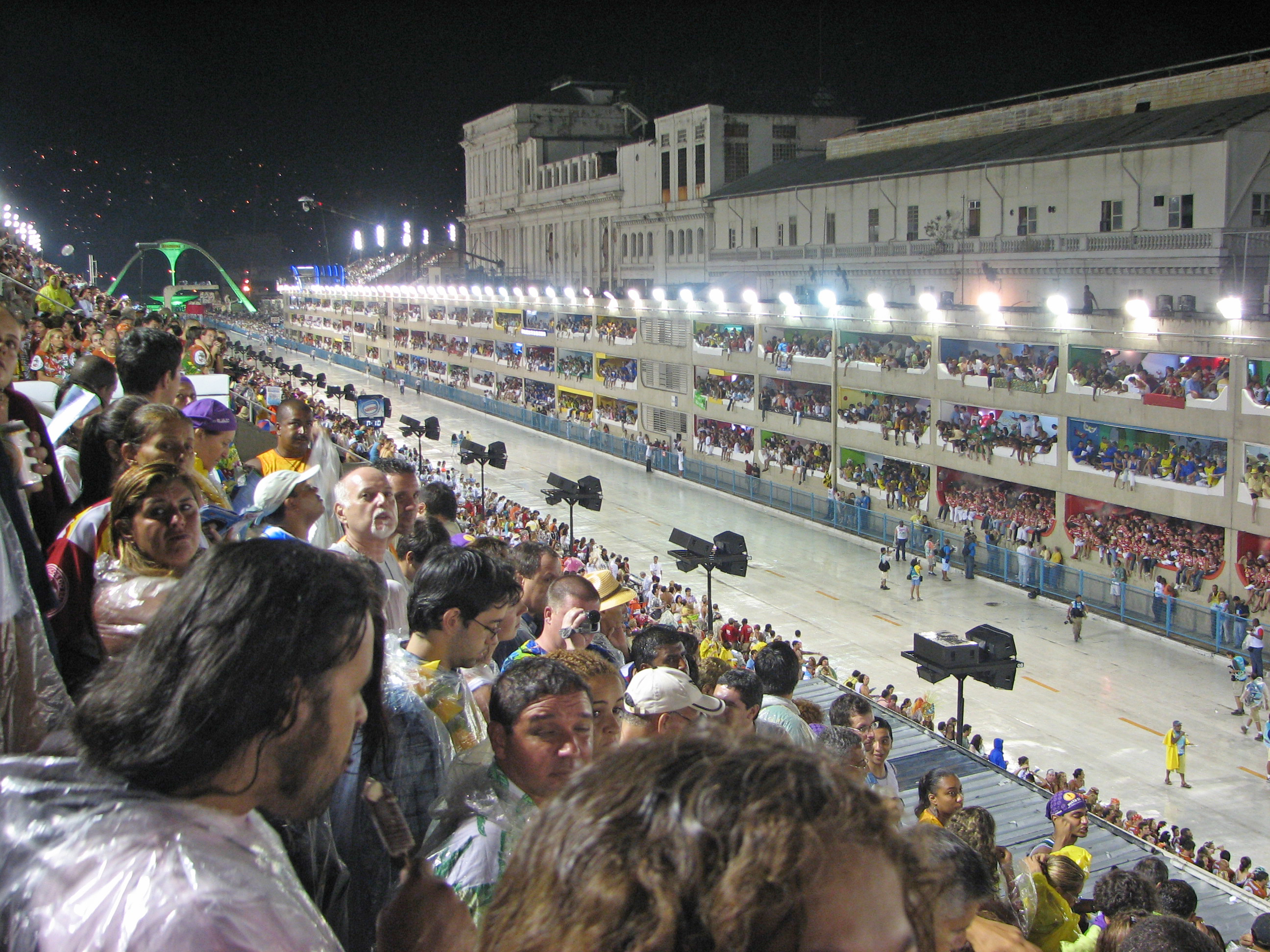
Sambadromul în timpul Carnavalului

Pista Professor Darcy Ribeiro, mai cunoscută ca Sambadromul Marquês de Sapucaí (în portugheză Sambódromo) este un loc de paradă pe bulevardul Marquês de Sapucaí, în cartierele Centro și Cidade Nova din Rio de Janeiro, unde școlile de samba concurează în timpul Carnavalului de la Rio.
Proiectat de arhitectul brazilian Oscar Niemeyer, a fost inaugurat în 1984. Constă în tribune din beton în aer liber, la fel ca într-un stadion, pe ambele părți a bulevardului, pe o lungime de 700 de metri și cu o capacitate inițială de 70.000 de locuri. Duce la așa-numita Piață Apoteozei (Praça da Apoteose), ornată cu un mare arc, unde școlile de samba se strâng după parada. Este numit oficial „Pista Professor Darcy Ribeiro” (în portugheză Passarela Professor Darcy Ribeiro) în onoarea lui Darcy Ribeiro, fostul ministru al educației și fost viceguvernator orașului Rio.
A fost ales pentru a găzdui probele de maraton și de tir cu arcul la Jocurile Olimpice de vară din 2016 și proba de tir cu arcul la Jocurile Paralimpice de vară din același an. În acest scop, lucrări de renovare au început după Carnavalul din 2011. O veche fabrică de bere Brahma a fost demolată pentru a lăsa loc noilor tribune, conform cu conceptul inițial proiectat de Niemeyer. Noul Sambadrom, cu o capacitate de 90.000 de locuri, a fost inaugurat în februarie 2012.